# Emil Ponfick
 (juillet 2018).
Emil Ponfick, né le 3 novembre 1844 à Francfort-sur-le-Main et mort le 3 novembre 1913, est un pathologiste allemand.

## Biographie
En 1867, il reçoit son doctorat en médecine de l'université de Heidelberg, et plus tard est un assistant de Friedrich Daniel von Recklinghausen (1833-1910) à Wurtzbourg, et de Rudolf Virchow (1821-1902) à Berlin. Il succède ensuite à Theodor Ackermann (1825-1896) comme professeur de pathologie à Rostock (1873), suivie par des postes de professeur à Göttingen (à partir de 1876) Breslau (à partir de 1878), où il remplace Julius Friedrich Cohnheim (1839-1884) comme directeur de l'institut pathologique. Il reste à  l'université de Breslau jusqu'à sa mort en 1913.
On se souvient de Ponfick pour ses recherches pionnières sur l'actinomycose, et sa reconnaissance du rôle causal Actinomyces dans l'actinomycose humaine. On lui attribue l'établissement de l'unité des formes humaine et bovine de la maladie. En 1882, il publie Die Actinomykose des Menschen, eine neue Infectionskrankheit (Actinomycose de l'homme, une nouvelle maladie infectieuse) en rapport avec la maladie. Il apporte également  des contributions significatives dans sa recherche sur le myxœdème, en écrivant deux articles sur le trouble, Myxoedem und Hypophyse (Myxœdème et hypophyse) et Zur Lehre vom Myxoedem (La Doctrine du myxœdème)
En 1874, Ponfick met en garde l'Association des médecins baltes contre les dangers des transfusions sanguines entre animaux et humains (xenotransfusion). Cet avertissement est basé sur une expérience empirique : un patient meurt après avoir reçu du sang d'un mouton. L'année suivante, le physiologiste Leonard Landois (1837-1902) de l'université de Greifswald appuie les conclusions de Ponfick avec des données statistiques sur les dangers de la xénotransfusion.

## Principaux écrits
- Die Actinomykose des Menschen, eine neue Infectionskrankheit. Monograph, Berlin, 1882.
- Topographischer Atlas der medizinisch-chirurgischen Diagmostik. Iéna, 1901
- Untersuchungen über die exsudative Nierenentzündung. Text and atlas. Iéna, 1914.